# Taizé-Aizie
Taizé-Aizie – miejscowość i gmina we Francji, w regionie Nowa Akwitania, w departamencie Charente.
Według danych na rok 1990 gminę zamieszkiwały 544 osoby, a gęstość zaludnienia wynosiła 37 osób/km² (wśród 1467 gmin regionu Poitou-Charentes, Taizé-Aizie plasuje się na 524. miejscu pod względem liczby ludności, natomiast pod względem powierzchni na miejscu 601.).